# شب کوتاه، دختر پیاده
شب کوتاه، دختر پیاده (ژاپنی: 夜は短し歩けよ乙女 هپبورن: Yoru wa Mijikashi Aruke yo Otome) عنوان یک فیلم انیمه‌ای ژاپنی در ژانر کمدی رمانتیک به کارگردانی ماساکی یواسا و تولید سال ۲۰۱۷ است. فیلم‌نامه این انیمه توسط ماکوتو اوئدا بر اساس رمانی به همین نام محصول سال ۲۰۰۶ نوشتهٔ تومیهیکو موریمی و طراحی یوسوکه ناکامورا به رشته تحریر درآمده است. گن هوشینو، کانا هانازاوا، هیروشی کامیا، ریوجی آکیاما، کازویا ناکای، جونیچی سووابه، و یوکو کایدا صداپیشگان فیلم هستند. این انیمه به عنوان برندهٔ چهل و یکمین جشنواره بین‌المللی انیمیشن اتاوا در بخش بهترین انیمیشن بلند، و همچنین جایزه آکادمی فیلم ژاپن برای بهترین انیمه سال را کسب کرده‌است.
شب کوتاه، دختر پیاده در ۷ آوریل ۲۰۱۷، توسط توهو در کشور ژاپن به نمایش درآمد. این انیمه دنباله‌ای معنوی بر کهکشان تاتامی است که همچنین بر اساس رمان دیگری از موریمی ساخته شده و یواسا نیز کارگردانی آن را بر عهده دارد.

## صداپیشگان
| شخصیت‌ها                      | صداپیشه (ژاپنی)       | صداپیشه (انگلیسی) |
| ---------------------------- | --------------------- | ----------------- |
| سال آخری                     | گن هوشینو             | کان گاف           |
| دختری با موهای مشکی          | کانا هانازاوا         | جکی لاسترا        |
| رئیس اجرایی جشنواره مدرسه    | هیروشی کامیا          | ادی لی            |
| رهبر زیر شلواری (دون آندرور) | ریوجی آکیاما (روبارت) | پاتریک سیتز       |
| سیتارو هیگوچی                | کازویا ناکای          | پال گایت          |
| هانوکی سان                   | یوکو کایدا            | کری کرانن         |
| خدای بازار کتاب‌های قدیمی     | هیرویوکی یوشینو       | دینو آندراده      |
| کیکو سان                     | سیکو نیزوما           | جنیفر روبرتز      |
| نیسه جوگاساکی                | جونیچی سووابه         | مایکل سینترنیکلاس |
| پرنسس داروما                 | آئویی یوکی            | استفنی شی         |
| جانی                         | نوبویوکی هیاما        | بن پرونسکی        |
| تودا سان                     | کازوهیرو یاماجی       | Doug Erholtz      |
| ریهاکو                       | موگیهیتو              | فرنک تودارو       |